# Championnat de Géorgie de football 1991-1992
Navigation
Saison précédente Saison suivante
La saison 1991-1992 du Championnat de Géorgie de football était la 3e édition de la première division géorgienne. Le championnat, appelé Umaglesi Liga, regroupe les 20 meilleurs clubs géorgiens au sein d'une poule unique qui s'affrontent en matchs aller et retour. En fin de saison, les 2 derniers du classement sont relégués et remplacés par les 2 meilleurs clubs de D2.
Le club du Dinamo Tbilissi (ex-Iberia Tbilissi), double tenant du titre, remporte à nouveau le championnat, avec 11 points d'avance sur le Tskhumi Sukhumi et 12 sur le club de Gorda Rustavi. Le Dinamo réussit le doublé avec sa victoire en Coupe de Géorgie, battant en finale son dauphin en championnat, Tskhumi Sukhumi.

## Les 20 clubs participants
| - FC Dinamo Tbilissi - Guria Lanchkhuti - Gorda Rustavi - Kolkheti 1913 Poti - FC Koutaïssi - FC Batoumi - Tskhumi Sukhumi - Odishi Zugdidi - Mertskhali Ozurgeti - Dila Gori | - Kolkheti Khobi - Sanavardo Samtredia - Mziuri Gali - Samgurali Tskhaltubo - Mretebi Tbilisi - Promu de Pirveli Liga - Shevardeni-1906 Tbilissi - Amirani Ochamchira - Sulori Vani - Margveti Zestaponi - Alazani Gurjaani |

## Compétition
Le barème de points servant à établir le classement se décompose ainsi :
- Victoire : 3 points
- Match nul : 1 point
- Défaite : 0 point

### Classement
| Rang | Équipe                  | Pts | J  | G  | N  | P  | Bp  | Bc | Diff |
| ---- | ----------------------- | --- | -- | -- | -- | -- | --- | -- | ---- |
| 1    | Dinamo Tbilissi (T) (C) | 87  | 38 | 27 | 6  | 5  | 115 | 41 | +74  |
| 2    | Tskhumi Sukhumi         | 76  | 38 | 24 | 4  | 10 | 96  | 53 | +43  |
| 3    | Gorda Rustavi           | 75  | 38 | 22 | 9  | 7  | 71  | 38 | +33  |
| 4    | Guria Lanchkhuti        | 69  | 38 | 22 | 3  | 13 | 89  | 56 | +33  |
| 5    | Kolkheti 1913 Poti      | 56  | 38 | 15 | 11 | 12 | 49  | 45 | +4   |
| 6    | Odishi Zugdidi          | 54  | 38 | 16 | 6  | 16 | 56  | 56 | 0    |
| 7    | Mziuri Gali             | 53  | 38 | 16 | 5  | 17 | 53  | 65 | -12  |
| 8    | Margveti Zestaponi      | 53  | 38 | 14 | 11 | 13 | 60  | 58 | +2   |
| 9    | FC Batoumi              | 51  | 38 | 15 | 6  | 17 | 55  | 58 | -3   |
| 10   | Dila Gori               | 50  | 38 | 14 | 8  | 16 | 64  | 64 | 0    |
| 11   | FC Koutaïssi            | 49  | 38 | 15 | 4  | 19 | 66  | 60 | +6   |
| 12   | Samgurali Tskhaltubo    | 48  | 38 | 14 | 6  | 18 | 41  | 55 | -14  |
| 13   | Mretebi Tbilisi (P)     | 48  | 38 | 13 | 9  | 16 | 48  | 51 | -3   |
| 14   | Kolkheti Khobi          | 48  | 38 | 13 | 9  | 16 | 57  | 66 | -9   |
| 15   | Sanavardo Samtredia     | 48  | 38 | 13 | 9  | 16 | 55  | 62 | -7   |
| 16   | Shevardeni-1906 Tbilisi | 47  | 38 | 14 | 5  | 19 | 56  | 72 | -16  |
| 17   | Amirani Ochamchira (R)  | 471 | 38 | 13 | 8  | 17 | 48  | 56 | -8   |
| 18   | Alazani Gurjaani        | 47  | 38 | 13 | 8  | 17 | 45  | 70 | -25  |
| 19   | Sulori Vani             | 46  | 38 | 13 | 7  | 18 | 53  | 82 | -29  |
| 20   | Mertskhali Ozurgeti     | 18  | 38 | 4  | 6  | 28 | 29  | 98 | -69  |

|  | Champion de Géorgie 1991-1992                                                            |
|  | Relégation directe en deuxième division                                                  |
|  | (T) : Tenant du titre (C) : Vainqueur de la Coupe de Géorgie (P) : Promu de Pirveli Liga |

## Bilan de la saison
| Championnat de Géorgie de football 1991-1992 |                               |
| Champion                                     | FC Dinamo Tbilissi (3e titre) |
| Coupes et trophées                           |                               |
| Vainqueur de la Coupe de Géorgie 1991-1992   | FC Dinamo Tbilissi            |
| Promotions et relégations                    |                               |
| Promus en Umaglesi Liga                      | Iberia Khashuri               |
| Promus en Umaglesi Liga                      | Kakheti Telavi                |
| Relégués en Pirveli Liga                     | Sulori Vani                   |
| Relégués en Pirveli Liga                     | Mertskhali Ozurgeti           |